# Governatore supremo della Chiesa d'Inghilterra

Bandiera dell'Inghilterra e della Chiesa d'Inghilterra

Il governatore supremo della Chiesa d'Inghilterra (in inglese Supreme Governor of the Church of England) è un titolo detenuto dai sovrani britannici, per designare la massima autorità della Chiesa d'Inghilterra. Sebbene l'autorità del monarca sulla chiesa non sia forte, il titolo è ancora molto rilevante e soprattutto ha un valore simbolico. I membri di alto rango della Chiesa d'Inghilterra sono ufficialmente nominati dal Governatore supremo su consiglio del Primo ministro del Regno Unito, a sua volta consigliato dai leader religiosi.

## Storia
Nel 1536, Enrico VIII d'Inghilterra ruppe con Roma, si impadronì dei beni ecclesiastici nel suo paese, dichiarò la Chiesa d'Inghilterra una Chiesa istituita e ne divenne il suo capo supremo. L'Atto di Supremazia del 1534 confermò lo status di autorità del re sulla Chiesa d'Inghilterra e chiedeva alla nobiltà che fosse prestato giuramento per riconoscerla. La figlia di Enrico, Maria I, tentò di ripristinare la lealtà della Chiesa d'Inghilterra al Papa di Roma abrogando l'Atto di Supremazia nel 1555. Elisabetta I salì al trono nel 1558 e l'anno successivo il Parlamento approvò l'Atto di Supremazia del 1559 che ripristinò l'atto originario. Tuttavia, per placare i critici, il giuramento di supremazia che i nobili erano obbligati a svolgere, conferì al monarca il titolo di governatore supremo della Chiesa anziché di capo supremo. Questa formulazione evitava l'accusa che la monarchia rivendicasse la divinità o usurpasse il posto di Gesù Cristo, che la Bibbia identifica come capo della Chiesa.
Il titolo di Difensore della fede fa parte dei titoli della monarchia britannica da quando fu originariamente conferito a Enrico VIII da papa Leone X nel 1521, in riconoscimento del suo ruolo nell'opporsi alla Riforma protestante. Il papa in seguito ritirò il titolo, ma fu successivamente riconferito dal Parlamento d'Inghilterra durante il regno di Edoardo VI.

## Elenco dei governatori supremi

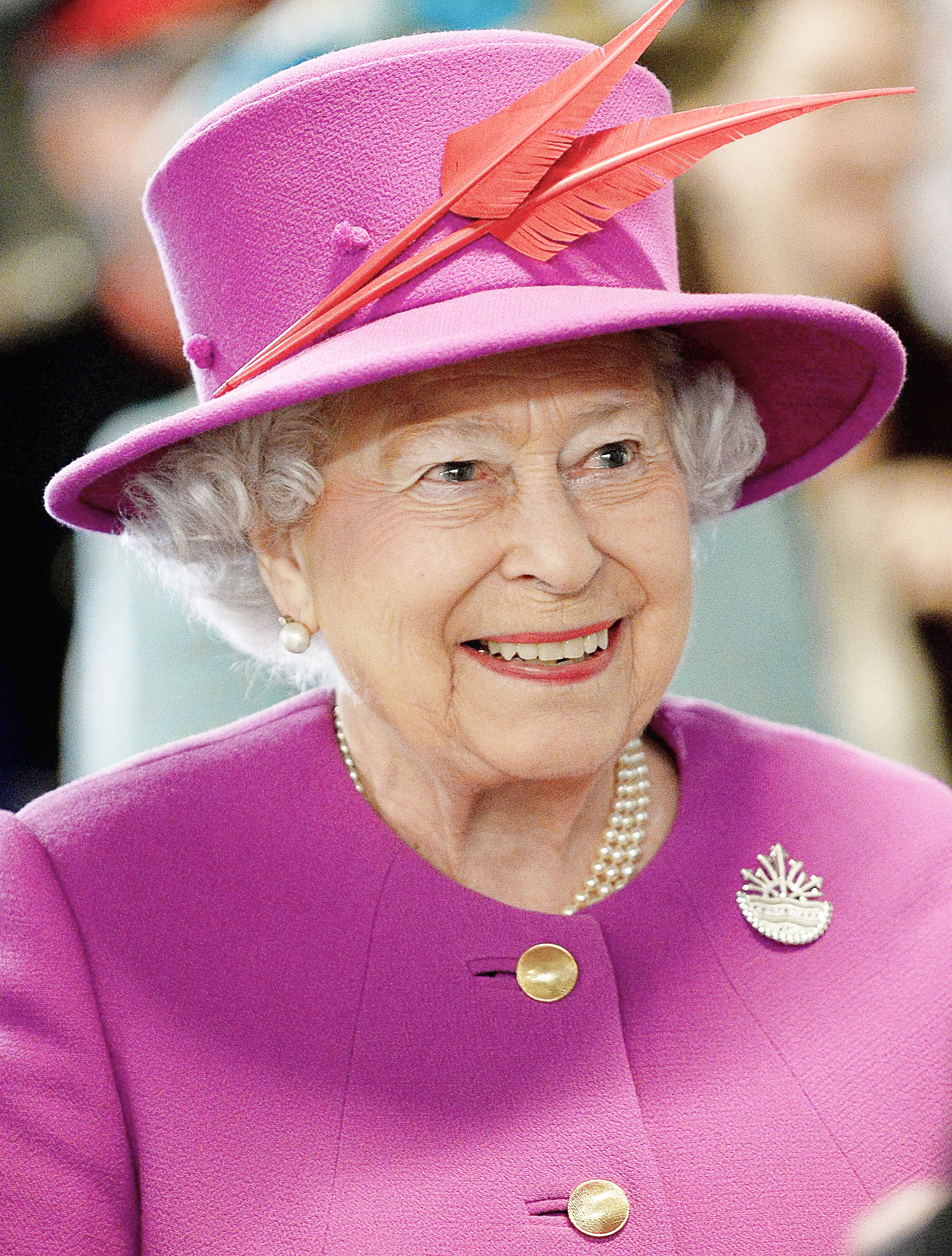
La regina Elisabetta II è stata la monarca che ha servito più a lungo come governatore della Chiesa, dal 1952 al 2022 (70 anni).

| Nome             | Mandato        | Note                                                                                                  |
| ---------------- | -------------- | --- |
| Enrico VIII      | 1536–1547      | Come Capo supremo.                                                                                    |
| Edoardo VI       | 1547–1553      | Come Capo supremo.                                                                                    |
| Jane             | luglio, 1553   | Contestata con Maria I, come Capo supremo.                                                            |
| Maria I          | 1553-1558      | Ha restaurato il Cattolicesimo come religione ufficiale dell'Inghilterra.                             |
| Elisabetta I     | 1558–1603      | Ha restaurato l'Anglicanesimo come religione ufficiale in Inghilterra, come Governatore supremo.      |
| Giacomo I        | 1603–1625      | |
| Carlo I          | 1625–1649      | Giustiziato.                                                                                          |
| Oliver Cromwell  | 1653–1658      | Ha assunto la guida della Chiesa d'Inghilterra dopo aver giustiziato Carlo I. Non aveva sangue reale. |
| Richard Cromwell | 1658–1659      | Figlio di Oliver Cromwell.                                                                            |
| Carlo II         | 1660–1685      | Convertito al cattolicesimo sul letto di morte.                                                       |
| Giacomo II       | 1685–1688      | Cattolico, deposto.                                                                                   |
| Maria II         | 1689–1694      | Ha ricoperto la carica insieme a Guglielmo III.                                                       |
| Guglielmo III    | 1689–1702      | Ha ricoperto la carica insieme a Maria II tra il 1689 e il 1694.                                      |
| Anna             | 1702–1714      | |
| Giorgio I        | 1714–1727      | |
| Giorgio II       | 1727–1760      | |
| Giorgio III      | 1760–1820      | |
| Giorgio IV       | 1820–1830      | |
| Guglielmo IV     | 1830–1837      | |
| Vittoria         | 1837–1901      | Primo governatore supremo a diventare imperatrice (India, 1877).                                      |
| Edoardo VII      | 1901–1910      | |
| Giorgio V        | 1910–1936      | |
| Edoardo VIII     | 1936           | |
| Giorgio VI       | 1936–1952      | Ultimo governatore supremo imperatore di una nazione (India, 1947).                                   |
| Elisabetta II    | 1952-2022      | Governatore supremo con più anni in servizio.                                                         |
| Carlo III        | 2022-in carica | Governatore attuale                                                                                   |